# Italienische Fußballnationalmannschaft (U-19-Junioren)
Die italienische Fußballnationalmannschaft der U-19-Junioren ist die Auswahl italienischer Fußballspieler der Altersklasse U-19. Sie repräsentiert die Federazione Italiana Giuoco Calcio auf internationaler Ebene, beispielsweise in Freundschaftsspielen gegen die Auswahlmannschaften anderer nationaler Verbände, aber auch bei der seit 2002 in dieser Altersklasse ausgetragenen Europameisterschaft. Die italienische Mannschaft konnte sich achtmal für die Endrunde qualifizieren und dabei einmal den Titel gewinnen. Dreimal scheiterte die Mannschaft bereits in der ersten Qualifikationsrunde.

## Teilnahme an U-19-Europameisterschaften
- 2002: nicht qualifiziert
- 2003:  Europameister
- 2004: Gruppenphase
- 2005: nicht qualifiziert  (in der Eliterunde gescheitert)
- 2006: nicht qualifiziert (als fünftbester Gruppendritter die Eliterunde verpasst)
- 2007: nicht qualifiziert  (in der Eliterunde gescheitert)
- 2008:  Vize-Europameister
- 2009: nicht qualifiziert (als drittschlechtester Gruppendritter die Eliterunde verpasst)
- 2010: Gruppenphase
- 2011: nicht qualifiziert  (in der Eliterunde gescheitert)
- 2012: nicht qualifiziert  (in der Eliterunde gescheitert)
- 2013: nicht qualifiziert  (in der Eliterunde gescheitert)
- 2014: nicht qualifiziert  (als bester Gruppendritter für die Eliterunde qualifiziert, dort gescheitert)
- 2015: nicht qualifiziert  (in der Eliterunde gescheitert)
- 2016:  Vize-Europameister
- 2017: nicht qualifiziert (in der Eliterunde gescheitert)
- 2018:  Vize-Europameister
- 2019: Gruppenphase
- 2020: abgesagt  (für die abgesagte Eliterunde qualifiziert)
- 2021: abgesagt
- 2022: Halbfinale
- 2023:  Europameister

| Bilanz     | Bilanz | Bilanz | Bilanz | Bilanz      | Bilanz | Bilanz    | Bilanz       |
| Runde      | Spiele | Siege  | Remis  | Niederlagen | Tore   | Gegentore | Tordifferenz |
| ---------- | ------ | ------ | ------ | ----------- | ------ | --------- | ------------ |
| 1. Runde   | 057    | 41     | 09     | 07          | 124    | 040       | 84           |
| Eliterunde | 048    | 26     | 11     | 11          | 089    | 054       | 35           |
| Endrunde   | 033    | 15     | 08     | 10          | 047    | 042       | 05           |
| Gesamt     | 138    | 82     | 28     | 28          | 260    | 136       | 124          |

## Trainerhistorie
- 2000–2004: Paolo Berrettini
- 2006–2008: Francesco Rocca
- 2008–2010: Massimo Piscedda
- 2010–2011: Daniele Zoratto
- 2011–2013: Alberigo Evani
- 2013–2015: Alessandro Pane
- 2015–2016: Paolo Vanoli
- 2016–2017: Roberto Baronio
- 2017–2018: Paolo Nicolato
- 2018–2019: Federico Guidi
- 2019: Carmine Nunziata
- 2019–2020: Alberto Bollini
- 2020–2022: Carmine Nunziata
- 2022–2023: Alberto Bollini
- 2023–2024: Bernardo Corradi
- seit 2024: Alberto Bollini